# Lacave (Ariège)
Lacave ist eine französische Gemeinde mit 116 Einwohnern (Stand 1. Januar 2022) im Département Ariège in der Region Okzitanien. Sie gehört zum Arrondissement Saint-Girons und zum Kanton Portes du Couserans. 
Sie grenzt im Westen an Castagnède, im Norden an La Bastide-du-Salat, im Nordosten an Betchat und im Südosten und Süden an Prat-Bonrepaux.

## Bevölkerungsentwicklung
| Jahr                       | 1962 | 1968 | 1975 | 1982 | 1990 | 1999 | 2008 | 2015 |
| -------------------------- | ---- | ---- | ---- | ---- | ---- | ---- | ---- | ---- |
| Einwohner                  | 168  | 135  | 123  | 148  | 109  | 116  | 120  | 151  |
| Quellen: Cassini und INSEE |      |      |      |      |      |      |      |      |